# Placówka Straży Granicznej w Szczecinie
Placówka Straży Granicznej w Szczecinie imienia por. rez. kaw. Wacława Piotra Russockiego – graniczna jednostka organizacyjna Straży Granicznej realizująca zadania w ochronie granicy państwowej.

## Formowanie i zmiany organizacyjne

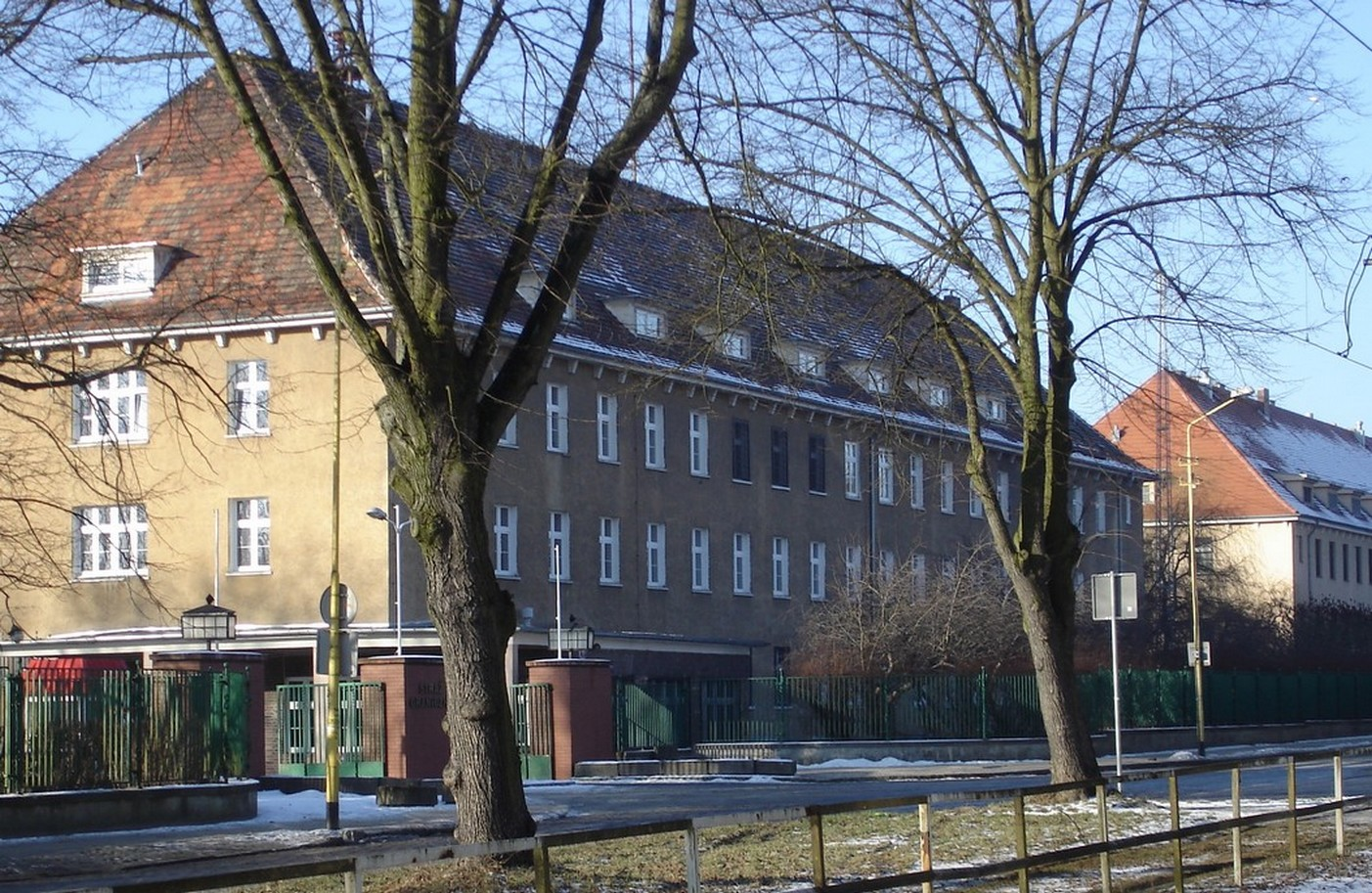
Siedziba PSG w Szczecinie (styczeń 2009)

Placówka Straży Granicznej w Szczecinie powstała 1 października 2009 roku na bazie rozformowanych 30 września 2009 roku placówek SG: w Lubieszynie, Gryfinie i Osinowie Dolnym, zmieniając rejon działania PSG w Szczecinie-Goleniowie i Szczecinie-Porcie, w strukturach Pomorskiego Oddziału Straży Granicznej .
31 grudnia 2009 roku nastąpiło rozformowanie Pomorskiego Oddziału Straży Granicznej w Szczecinie i włączenie Placówki SG w Szczecinie, w struktury Nadodrzańskiego Oddziału Straży Granicznej w Krośnie Odrzańskim .
W związku z kolejną reorganizacją Straży Granicznej, 1 października 2013 roku zostały zniesione 3 placówki: PSG w Szczecinie, PSG Szczecinie-Goleniowie oraz PSG w Szczecinie-Porcie i została utworzona PSG w Szczecinie, która 16 października 2013 roku została przekazana Morskiemu Oddziałowi Straży Granicznej.
Od 5 stycznia 2016 roku funkcjonariusze placówki SG w Szczecinie prowadzą wraz z niemiecką Policją Federalną Polsko-Niemiecką Placówkę w Pomellen.
W październiku 2018 jednostce nadano imię por. rez. kaw. Wacława Piotra Russockiego, konsula polskiego w Szczecinie.

## Terytorialny zasięg działania
Od znaku granicznego nr 568 do znaku granicznego nr 892 .
Linie rozgraniczenia z:
- Pomorskim Dywizjonem Straży Granicznej w Świnoujściu: znak graniczny nr 892, linią brzegową Zalewu Szczecińskiego w gminie Nowe Warpno i Police do granicy wód Zalewu Szczecińskiego i dalej wzdłuż granicy wód morskich portu w Policach i Szczecinie,
- Placówką Straży Granicznej w Świnoujściu: lądową granicą gminy Stepnica i Goleniów[6] .
- Placówką Straży Granicznej w Gorzowie Wielkopolskim: włącznie znak graniczny nr 568, dalej granica gmin Kostrzyn nad Odrą i Witnica oraz Boleszkowice i Dębno[7] .

Poza strefą nadgraniczną obejmuje powiaty: wałecki, choszczeński, pyrzycki, stargardzki, z powiatu gryfińskiego gmina Trzcińsko-Zdrój, z powiatu myśliborskiego gminy: Myślibórz, Nowogródek Pomorski, Barlinek, z powiatu goleniowskiego gmina Goleniów .
(Stan na dzień 1 marca 2015)

## Przejścia graniczne

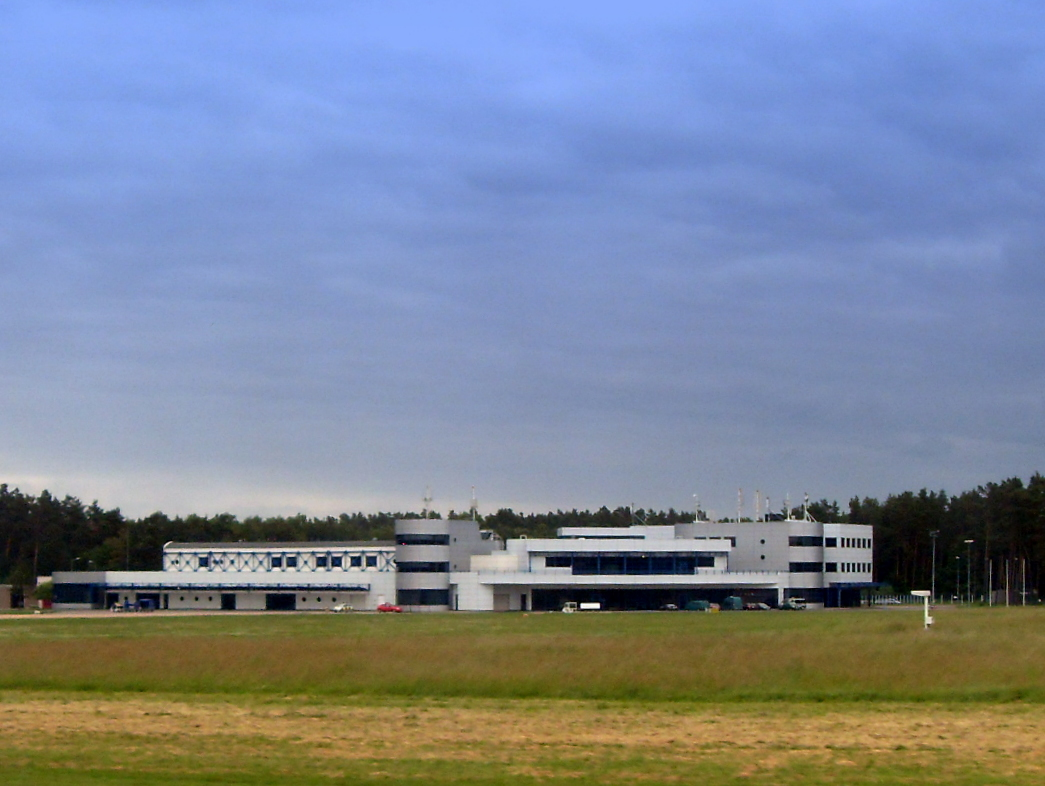
Port lotniczy Szczecin-Goleniów (czerwiec 2010)

- Szczecin-Goleniów – lotnicze[8]
- Szczecin – morskie[8]
- Trzebież – morskie[8]
- Nowe Warpno – morskie[8] .

(Stan na dzień 1 marca 2015)

## Komendanci placówki
- mjr SG/płk SG Maciej Jędrzejowski (był w 2012–31.01.2020)[9]
- mjr SG/ppłk SG[10] Zbigniew Pałka (08.02.2020[11]–nadal).

## Upamiętnienie
16 maja 2021 roku Związek Emerytów i Rencistów Straży Granicznej Region Szczecin – w partnerstwie z gminami: Dobra i Blankensee, w ramach realizacji projektu „Spotkajmy się na granicy – obchody XXX-lecia powstania Straży Granicznej” w kościele pw. Matki Bożej Królowej Świata w Dobrej została umieszczona przez funkcjonariuszy SG tablica okolicznościowa z fragmentem roty przysięgi, jaką składają funkcjonariusze Straży Granicznej. Natomiast w pobliżu granicy państwowej, w okolicy byłego przejścia granicznego Buk-Blankensee na wysokości znaku granicznego nr 832, została odsłonięta tablica upamiętniająca służbę pograniczników chroniących granice Polski. W uroczystości udział wzięła Wójt Gminy Dobra Teresa Dera, Prezes Zarządu Głównego ZEiR SG Marek Meszyński, Prezes Zarządu Regionu Szczecin Andrzej Budzyński, komendant placówki Straży Granicznej w Szczecinie ppłk SG Zbigniew Pałka, przedstawiciele Bundespolizei, funkcjonariusze PSG w Szczecinie, członkowie ZEiR SG Regionu Szczecin oraz mieszkańcy lokalnej społeczności.